# Ulrich Wille

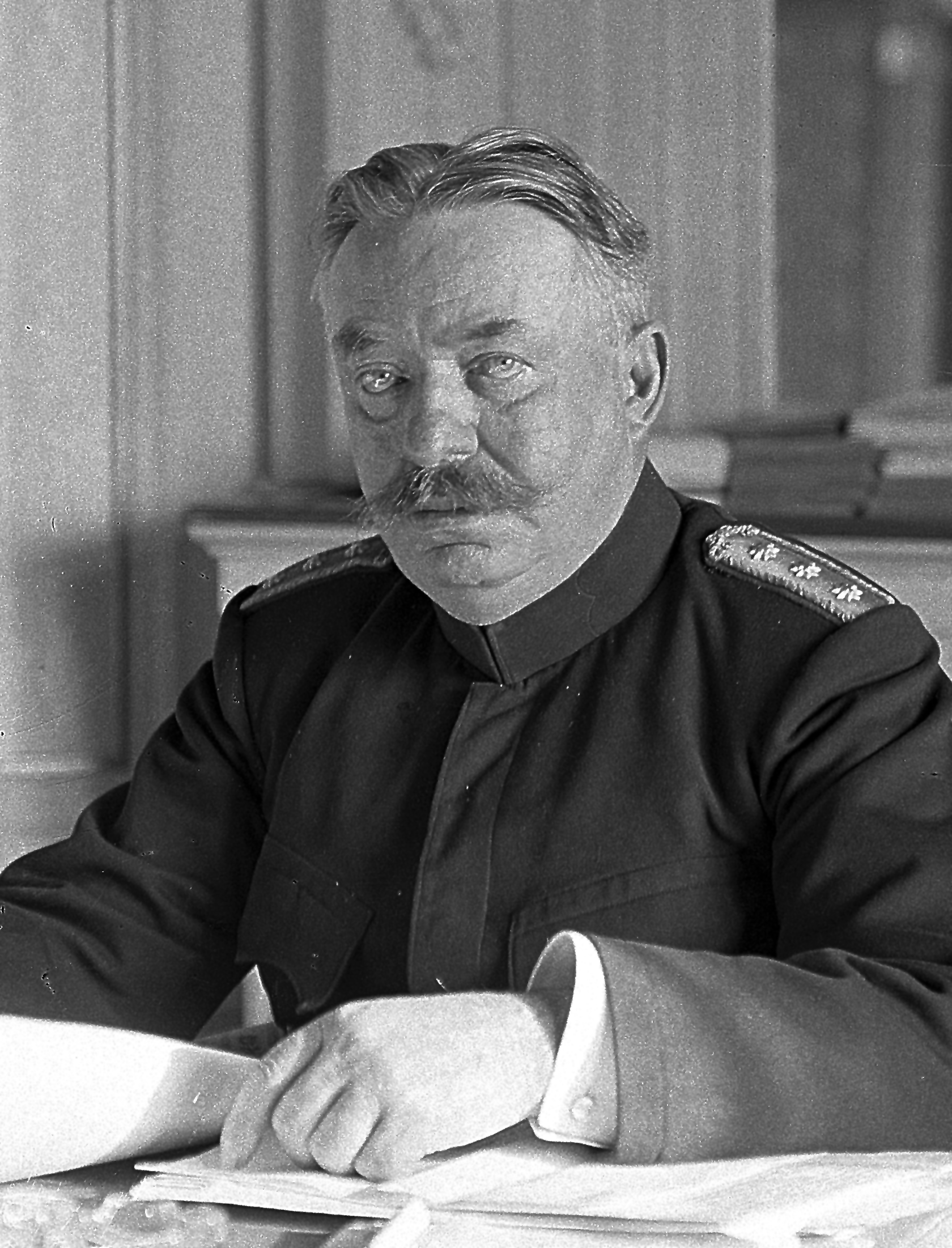
Generaal Wille tijden de Eerste Wereldoorlog

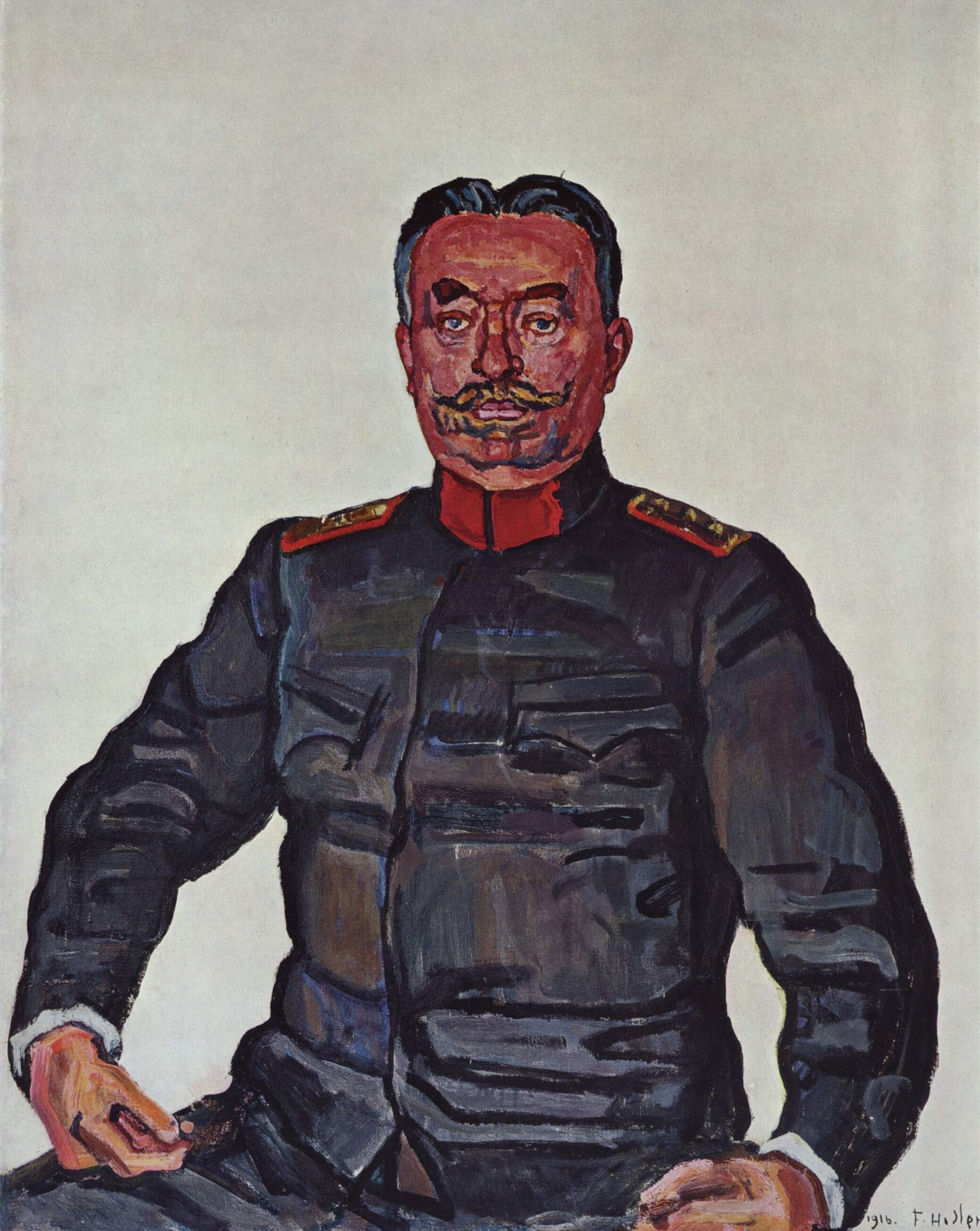
Portret van generaal Ulrich Wille door Ferdinand Hodler.

Conrad Ulrich Sigmund Wille (Hamburg, 5 april 1848 - Meilen, 31 januari 1925) was een Zwitsers generaal en de opperbevelhebber van het Zwitsers leger gedurende de Eerste Wereldoorlog.

## Militaire carrière
Ulrich Wille volgde zijn militaire carrière voornamelijk in Pruisen. Hier raakte hij onder de indruk van het strak geleide Deutsches Heer, de landmacht van het Duitse keizerrijk. Hij keerde als instructie-officier naar Zwitserland terug en was van 1907 tot 1912 hoogleraar in de krijgskunde aan de Eidgenössische Technische Hochschule Zürich. De legereenheden die hij nadien onder zijn hoede had hervormde hij naar Pruisisch (Duits) voorbeeld. Tucht en orde speelden een belangrijke rol bij Willes militaire opvattingen.
In 1912 leidde hij als kolonel (de hoogste rang in het Zwitserse leger in vredestijd) en commandant van de 6de Divisie de grote herfstmanoeuvres die onder andere werden bijgewoond door keizer Wilhelm II van Duitsland en de Franse militair attaché. De Duitse keizer was onder de indruk van de prestaties van het Zwitserse leger. Wille wilde met de manoeuvres duidelijk maken dat Zwitserland zijn neutraliteit desnoods gewapenderhand zou verdedigen in geval van een grote oorlog.

### Opperbevelhebber en Zwitsers generaal
Op 31 juli 1914 mobiliseerde het Zwitserse leger en kort hierna moest het Zwitserse parlement de moeilijke keuze maken van een generaal als opperbevelhebber van het leger. De twee belangrijkste kandidaten waren de kolonels Ulrich Wille en Theophil Sprecher von Bernegg. De bondspresident, Arthur Hoffmann (pro-Duits) en aan de vooravond van de Eerste Wereldoorlog de belangrijkste politicus, sprak zich uit voor Wille, waarbij de meeste Duitstalige parlementariërs zich aansloten. De Frans- en Italiaanstalige parlementsleden vonden Wille te 'deutschfreundlich' door zijn openlijke sympathie voor het Duitse Keizerrijk. Weliswaar was hij als baby al naar Zwitserland gekomen, maar als zoon van Hamburgse ouders sprak hij geen Zwitserduits maar Hoogduits, en zijn militaire inzichten had hij in Pruisen opgedaan. Ze steunden de kandidatuur van Sprecher, maar uiteindelijk werd Wille met 122 tegen 63 stemmen gekozen tot opperbevelhebber en generaal.

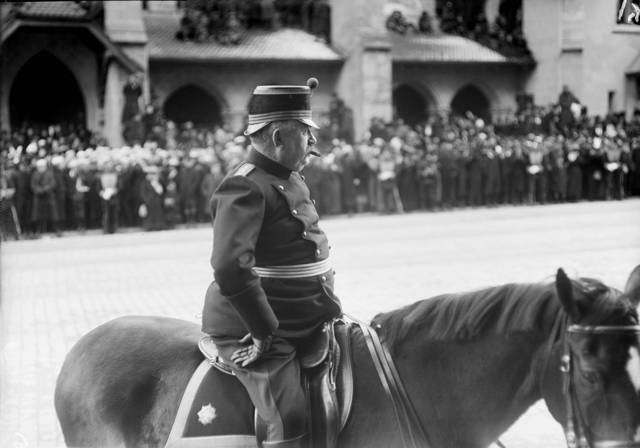
Ulrich Wille te paard.

Ulrich Wille behield deze functie gedurende de gehele Eerste Wereldoorlog. In november 1918 dreigde hij de algemene staking in Zwitserland in 1918 met militair geweld te onderdrukken. Die was uitgeroepen door het Actiecomité van Olten, dat gedomineerd werd door de linkervleugel van de Sociaaldemocratische Partij van Zwitserland (SP/PS). De dreiging was voldoende om het protest te breken.
Na 1918 trok Ulrich Wille zich terug op zijn landgoed Mariafeld in Meilen. Daar kreeg hij in 1923 bezoek van Adolf Hitler, die hem uiteenzette hoe hij Europa zou veroveren en korte metten zou maken met de Joden. Wille maande hem tot kalmte en zei volgens de overlevering tegen zijn vrouw Clara: "Als ze dit doen, gaat alles verkeerd". Hij overleed in 1925 op 76-jarige leeftijd op Mariafeld. Zijn reputatie is enigszins omstreden gebleven.

## Familie
Ulrich Wille stamde uit een familie die oorspronkelijk uit het kanton Neuchâtel (La Sagne) kwam. Een van zijn voorvaderen vestigde zich in Hamburg en verduitste de familienaam die oorspronkelijk 'Vuille' luidde, in 'Wille'. Ulrichs ouders, de journalist en politicus François Wille (1811-1896) en de romanschrijfster Eliza Wille (1809-1893), waren democraten en aanhangers van de liberale ideeën van 1848. Toen de revolutie van 1848 niets uithaalde, vertrok het gezin met de pasgeboren Ulrich uit Duitsland en vestigde zich in het kanton Zürich op het landgoed Mariafeld in Meilen, dat sindsdien het familielandgoed is van de Willes.
Ulrich Wille was getrouwd met Clara gravin von Bismarck (1851–1946), de dochter van de Pruisische luitenant-generaal Friedrich Wilhelm graaf von Bismarck (1783–1860) (in de verte verwant aan de Duitse rijkskanselier Otto von Bismarck). Het echtpaar kreeg twee dochters en drie zonen. Ulrich Wille junior (1877-1959) werd 'Oberstkorpskommandant' van het Zwitserse leger, maar werd in 1942 door opperbevelhebber Henri Guisan ontslagen vanwege zijn uitgesproken pro-Duitse gezindheid die in het neutrale Zwitserland tijdens de Tweede Wereldoorlog ongewenst was. Dochter Renée Schwarzenbach-Wille (1883-1959) was Olympisch springruiter en trouwde met een van de rijkste mannen van Zwitserland, de zijdehandelaar Alfred Schwarzenbach (1874-1940). De antifascistische schrijfster, fotografe en wereldreizigster Annemarie Schwarzenbach (1908-1942) was hun dochter en dus een kleindochter van Ulrich Wille.